# 成人史迪爾氏病
成人史迪爾氏病（adult-onset Still's disease，AOSD）或译成人斯蒂尔病，是史迪爾氏病的一種類型，临床以高热、一过性皮疹、关节炎和白细胞升高为主要表现，屬於一種罕見的全身發炎性疾病。
成人史迪爾氏病具典型三聯症（triad）：持續地尖峰式高燒（spiking fever）、關節痛和獨特的鮭魚色（橙紅色）凹凸不平的皮疹，且必須先排除其它所有可能疾病，才能診斷這個疾病。患者血清中的鐵結合蛋白鐵蛋白（ferritin）可能極高（常達正常檢驗值上限的數倍到數十倍以上）。AOSD 發病時的表現，可能與其它發炎性疾病或自體免疫疾病非常相似，因此在確定診斷前，必須排除以上其它相似的問題。
預後通常不錯，但因可能影響肺臟、心臟或腎臟等重要器官而產生危及性命的併發症。皮質類固醇，如：強的松（prednisone），是第一線治療。當標準的類固醇療效不足時，能阻斷介白素-1的藥物，如：阿那白滯素（anakinra），是個有效的治療。

## 症狀和體徵
此病的典型表現有關節痛、高燒、鮭魚粉狀的斑疹或斑狀丘形疹、肝脾腫大、淋巴結腫大和以嗜中性顆粒白血球為主的白血球數量增加。類風濕因子和抗核抗體檢驗結果常是陰性，而血清含鐵蛋白顯著升高。經歷成人史迪爾氏病急性發作的患者常覺得極度疲勞和淋巴結腫大，而肺部和心臟積水的狀況較少見。有極少數病例，AOSD 能造成無菌性腦膜炎和感覺神經性耳聾。

## 病態生理學
成人史迪爾氏病的病因仍不清楚，但可能與介白素-1（IL-1）有關，因為阻斷 IL-1β 作用的藥物能有效治療此病。介白素-18 的表現增加，推測可能也是致病原因之一。

## 診斷
診斷是根據臨床表現，而非血清學上檢驗的異常。已有至少七項的診斷標準被制定出來，而山口氏標準（Yamaguchi criteria）的敏感性最高。少要符合五個條件且其中至少兩個是主要條件，才算診斷成人史迪爾氏病。
| 主要條件                                                 | 次要條件                         |
| -------------------------------------------------------- | -------------------------------- |
| 發燒至少達到 39°C 且至少持續一周                         | 喉嚨痛                           |
| 關節痛或關節炎至少持續兩周                               | 淋巴結腫大                       |
| 非發癢性的鮭魚色紅疹（常在發燒時出現，分布在軀幹與四肢） | 肝腫大或脾腫大                   |
| 白血球增多症（等於或超過 10,000/microL），以顆粒球為主   | 肝功能測試結果異常               |
|                                                          | 類風濕因子和抗核抗體檢驗結果陰性 |

### 分類標準
AOSD 的疾病過程通常可分為兩類：
- 虛弱型：以發燒、疼痛和其他全身性症狀為主；或是
- 較輕型：病程較緩和，主要症狀是關節炎和慢性關節痛[4]。

另一個研究根據患者的臨床病程類型，將 21 名 AOSD 患者分為四種類型。包括單一周期的全身性疾病、多周期的全身性疾病、慢性關節合併單一周期的全身性疾病及慢性關節合併多周期的全身性疾病。慢性關節合併多周期的全身性疾病的患者，進展成致殘性關節炎的風險較高，臨床症狀就像類風濕性關節炎，但可能周期性出現 AOSD 的全身性症狀。

## 治療
成人史迪爾氏病以抗發炎藥物治療。類固醇（如：強的松，prednisone）用於治療嚴重症狀。其他常用的藥物包括羥氯喹（奎寧，hydroxychloroquine）、青黴素胺（penicillamine）、硫唑嘌呤（azathioprine）、氨甲蝶呤（methotrexate）、依那西普（恩博，etanercept）、阿那白滯素（anakinra）、托珠單抗（tocilizumab）、環磷酰胺（cyclophosphamide）、阿達木單抗（adalimumab）、利妥昔單抗（rituximab）和英夫利西单抗（infliximab）。
第一個針對介白素-1（IL-1，特別是 IL-1β）的新型藥物是阿那白滯素（anakinra）。一項多中心的隨機臨床試驗顯示 12 位使用 anakinra 患者的臨床反應優於另外 10 位接受其他疾病調節抗風濕藥的患者。其他能阻斷 IL1 的藥物（anti-IL1）包括：具選擇性針對 IL-1β 的卡那基單抗（canakinumab）和同時阻斷 IL-1A 和 IL-1β 的利羅那普（rilonacept）。阻斷 IL6（anti-IL6）的單株抗體藥物托珠單抗（tocilizumab）是與阿那白滯素（anakinra）療效相當的另一種治療選擇。
雖然，部分研究顯示「幼發型」和「成人型」兩個疾病的關係密切。目前，一般仍將「幼發型史迪爾氏病（juvenile-onset Still's disease）」歸類在幼年特發性關節炎中。

## 流行病學
成人史迪爾氏病是罕見的疾病，但全世界都有病例報告。發病率估計每年每 100 萬人中有 1.6 個新病例。目前盛行率約為每 10 萬至 100 萬人中有 1.5 人患病。最常見的發病年齡有兩個高峰，分別坐落在 16-25 歲間和 36-46 歲間。

## 歷史
史迪爾氏病以英國醫生喬治·弗雷德里克·斯蒂爾爵士（Sir George Frederic Still，1861-1941）的名字命名。成年時才發病的成人型則是由埃里克.拜沃特斯（E. G. Bywaters）在 1971 年時提出。

## 研究方向
研究人員正在研究一種名為鈣衛蛋白（calprotectin）的蛋白質是否有助於診斷和監測。

## 外部連結
- . Genetic and Rare Diseases Information Center (GARD).   [2019-12-21]. （原始内容存档于2021-03-18） （英语）.